# Прайссеккер, Отто
Отто Прайссеккер (нем. Otto Preißecker; 3 августа 1898, Вена, Австрия — 30 мая 1963, Инсбрук, Австрия) — австрийский фигурист, серебряный призёр чемпионатов мира (1926, 1927 годов), серебряный призёр чемпионата Европы 1926 года, трёхкратный чемпион Австрии (1926—1928 годов) в мужском одиночном катании, бронзовый призёр чемпионата Европы 1930 года в парном катании.

## Спортивные достижения

### Мужчины
| Соревнования/Сезоны | 1923 | 1924 | 1925 | 1926 | 1927 | 1928 |
| ------------------- | ---- | ---- | ---- | ---- | ---- | ---- |
| Чемпионаты мира     |      | 6    | 3    | 2    | 2    |      |
| Чемпионаты Европы   |      | 4    | 3    | 2    |      | 3    |
| Чемпионаты Австрии  | 3    |      | 3    | 1    | 1    | 1    |

### Пары
(с Гизелой Хохальтингер)
| Соревнования/Сезоны | 1929 | 1930 |
| ------------------- | ---- | ---- |
| Чемпионаты мира     | 4    |      |
| Чемпионаты Европы   |      | 3    |
| Чемпионаты Австрии  | 2    | 2    |